# Anthony Greenwood
Arthur William James Anthony Greenwood, baron Greenwood de Rossendale, (14 septembre 1911 - 12 avril 1982) est un homme politique travailliste britannique dans les années 1950 et 1960.

## Jeunesse et éducation
Il est le fils d'Arthur Greenwood, leader adjoint du parti travailliste sous Clement Attlee, et de sa femme Catherine Ainsworth, et est né à Leeds. Il fait ses études à la Merchant Taylors 'School, puis étudie la politique, la philosophie et l'économie au Balliol College, Oxford, où il occupe les postes de président du Labour Club et, en 1933, de président de l'Oxford Union. En 1933, il se rend en Inde en tant que membre de l'équipe de débat des universités britanniques.
Après l'université, Greenwood commence, mais ne termine pas, des études pour le Barreau à Middle Temple. Il commence sa carrière comme secrétaire économique d'un industriel, puis, en 1938-1939, travaille pour le National Fitness Council. De 1939 à 1942, Greenwood travaille au ministère de l'Information où, en 1941, il devient secrétaire privé du directeur général Walter Monckton, avec qui il voyage en Russie et au Moyen-Orient. À l'été 1942, il rejoint la Royal Air Force et, en février 1943, est nommé officier du renseignement. En décembre 1944, il est détaché aux bureaux du Cabinet de guerre, pour travailler avec Monckton sur une enquête sur les ports Mulberry.

## Carrière politique
Greenwood rejoint le Parti travailliste à l'âge de 14 ans et est un candidat potentiel pour Colchester avant la guerre. Il dirige le groupe travailliste du conseil municipal de Hampstead de 1945 à 1949 et est élu au Parlement en tant que député de Heywood et Radcliffe lors d'une élection partielle en février 1946. À la suite de changements de limites, il se présente à Rossendale en 1950. Il est vice-président du Parti travailliste parlementaire en 1950-1951, et est dans le cabinet fantôme de 1951 à 1952 et de 1955 à 1960. Il siège également au Comité exécutif national du parti de 1954 à 1960 et est le premier président des Amis travaillistes d'Israël en 1957.
Greenwood est le challenger de gauche de Hugh Gaitskell lors de l'élection à la direction de 1961 lorsqu'il reçoit le soutien d'un peu plus d'un quart des parlementaires travaillistes. Il est successivement de 1964 à 1969 secrétaire d'État aux Colonies, ministre du Développement outre-mer et ministre du Logement et des Gouvernements locaux dans les gouvernements de Harold Wilson. Le 22 septembre 1970, il est créé pair à vie en tant que baron Greenwood de Rossendale, d'East Mersea, dans le comté d'Essex. De 1977 à 1979, il est président du comité restreint de la Chambre des lords sur les Communautés européennes et vice-président principal des comités.

## Carrière dans les affaires
Pendant son séjour aux Lords, Greenwood occupe plusieurs postes d'administrateur d'entreprise. Il est resté membre du conseil d'administration de la Commonwealth Development Corporation jusqu'en 1978, est administrateur de la Britannia Building Society de 1972 jusqu'à sa mort et président de 1974 à 1976, président et administrateur de Weeks Natural Resources (UK) Ltd., une société d'exploration pétrolière et président de Greenwood Development Holdings Ltd. Il est président du service de développement professionnel intégré et administrateur de Pochin Ltd.
Il occupe plusieurs postes dans la fonction publique, tels que président du Conseil de formation du gouvernement local et de la Commission du personnel, président de l'Association of Metropolitan Authorities, président de la District Heating Association, président de la Cremation Society of Great Britain, membre de la Maplin Conseil d'administration de l'Autorité de développement et de la Central Lancashire Development Corporation et s'implique dans plusieurs organisations de logement. Il est Pro-Chancelier de l'Université de Lancaster de 1972 à 1978 et conseiller financier pour le UK Appeal de l'Université de Guyana. Il devient président de l'Association anglo-israélienne en 1972, et administrateur du Jerusalem Educational Trust et président des Labour Friends of Israel. Il apporte son soutien à de nombreuses organisations caritatives et est membre fondateur de la Campagne pour le désarmement nucléaire.

## Famille
Greenwood épouse Gillian Crawshay-Williams, artiste et arrière-petite-fille de Thomas Henry Huxley, en 1940. Ils ont deux filles, Susanna et Dinah. Il est décédé en avril 1982 à 70 ans.